# سرخ گلناری
سرخ گلناری نام استفاده‌شده توسط شرکت‌های سازنده، یک سایه از رنگ‌های سرخ شبیه به گل انار یا آب‌نبات سیب است. روش معمول برای تولید یک روکش آب نباتی استفاده از یک لایه پایه فلزی و به دنبال آن یک پوشش رنگی شفاف است. یک لایه شفاف نهایی درخشانی بیشتری را اضافه می‌کند.
واژۀ «گلنار» کوتاه‌شدۀ «گل انار» است ک در شعرهای کهن پارسی به‌ویژه فردوسی زیاد به کار رفته است.

### گلناری صورتی
ویرجین آتلانتیک در ژوئیه ۲۰۱۰ شروع به استفاده از رنگ گلناری روی دم و ناسل موتور ناوگان خود کرد.
تیم Avenger Monster Truck از این رنگ در فینال جهانی Monster Jam در سال ۲۰۱۱ استفاده کرد.

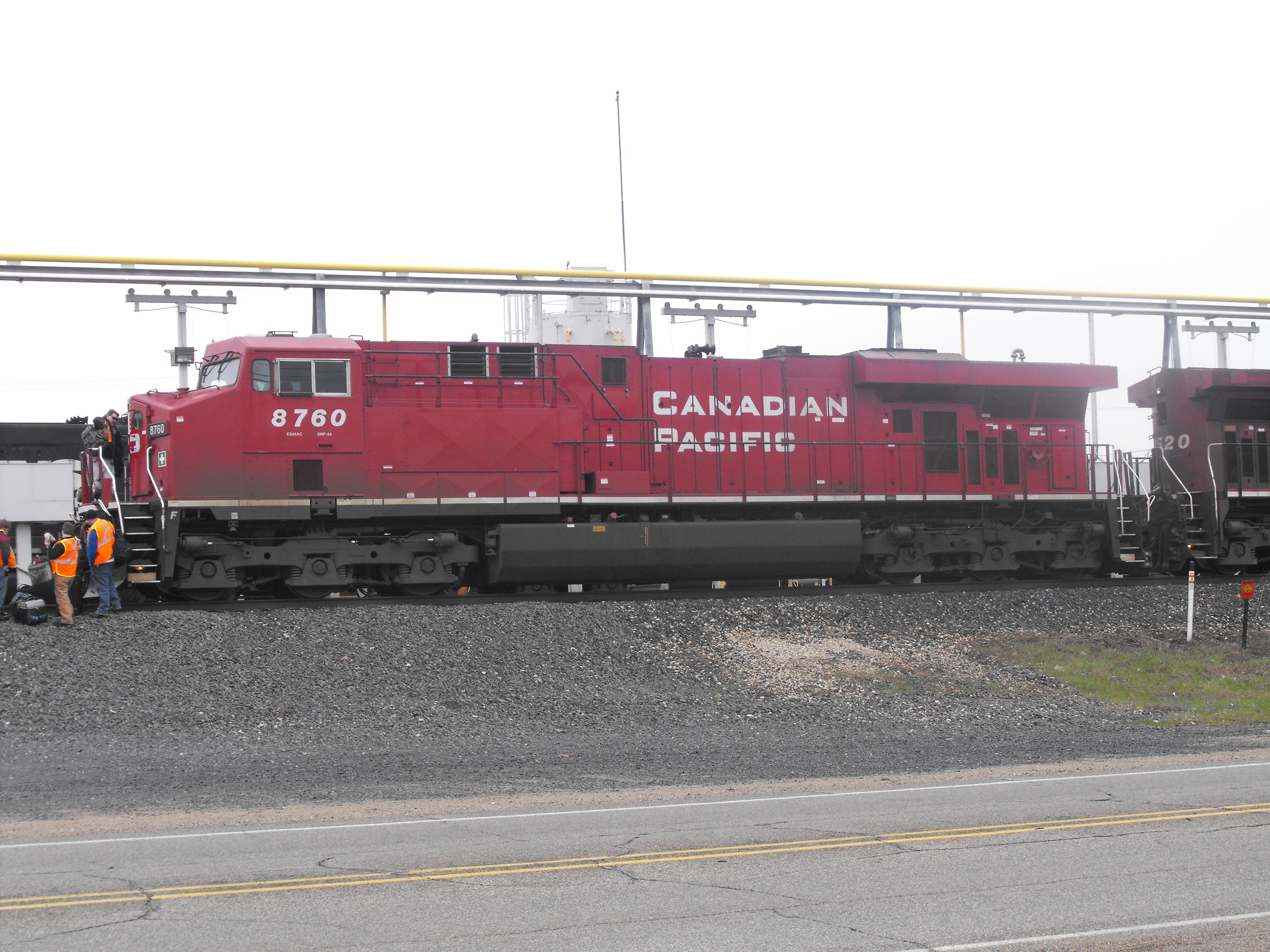
لوکوموتیو CP 8760 در طرح جدید حروف‌چینی در سرخ گلناری